# Design scandinave

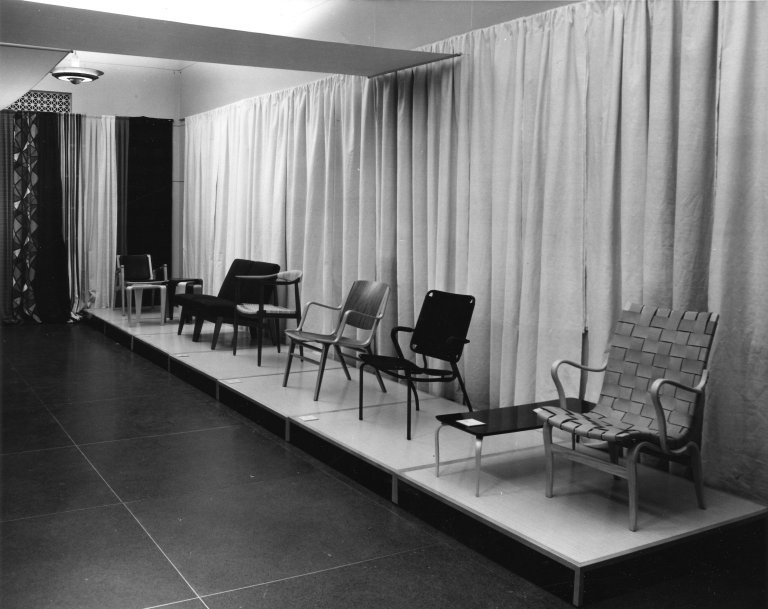
L'exposition « Design in Scandinavia » du Brooklyn Museum de 1954 lance le mobilier « Scandinavian Modern » sur le marché américain.

Le design scandinave est un mouvement de design caractérisé par la simplicité, le minimalisme et la fonctionnalité qui émerge au début du XXe siècle, puis se développe dans les années 1950 dans les cinq pays nordiques : Danemark, Finlande, Norvège, Suède et Islande.
Les designers scandinaves sont surtout connus pour leurs articles ménagers, notamment les meubles, les textiles, la céramique, les lampes et le verre, mais le design scandinave s'étend progressivement au design industriel, avec l'électronique grand public, les téléphones portables et les voitures.

## Aperçu

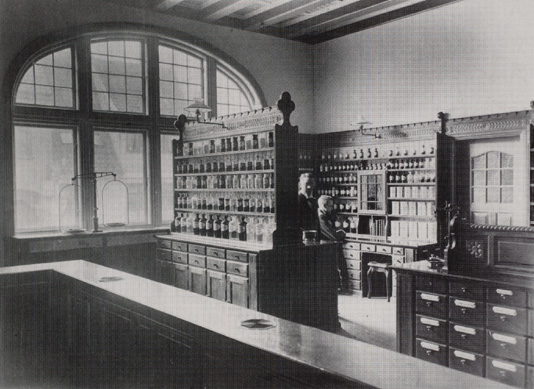
Skønvirke en architecture : la pharmacie du cygne de Roskilde (1899)

Le design est au départ issu d'Angleterre, où les premiers principes sont théorisés dès le XIXe siècle, en lien avec l'industrialisation consécutive à la Révolution industrielle. La production de mobilier se divise alors entre la fabrication en série et l'artisanat.
En 1914, la Selskabet for Dekorativ Kunst (Société danoise des arts décoratifs) lance son magazine Skønvirke (da) (littéralement « Graceful Work »). Son titre devient le nom d'un nouveau style danois d'art et d'artisanat, à la fois dans les objets et dans l'architecture, pour rivaliser avec l'Art nouveau et le Jugendstil.
Dès les années 1930, des designers comme Alvar Aalto (architecture, mobilier, textile), Arne Jacobsen (chaises), Borge Mogensen (meubles), Hans J. Wegner (chaises), Verner Panton (chaises en plastique), Poul Henningsen (lampes), et Maija Isola (textiles imprimés) contribuent à créer un « âge d'or du design scandinave ».
Les artistes textiles scandinaves deviennent connus pour leurs tapis à poils (en) au début du XXe siècle, tandis que les textiles scandinaves aux couleurs vives deviennent populaires dans le monde occidental après la Seconde Guerre mondiale,,.
Le prix Lunning, décerné à deux éminents designers scandinaves entre 1951 et 1970, contribue à faire du design scandinave une marchandise reconnue et à définir son profil.
En 1954, le Brooklyn Museum organise son exposition « Design in Scandinavia », et une mode pour les meubles « Scandinavian Modern » s'installe en Amérique,,. Le design scandinave ne se limite en aucun cas aux meubles et aux articles ménagers. Il est appliqué au design industriel, comme l'électronique grand public, les téléphones portables, et les voitures.
Le concept de design scandinave fait l'objet de débats universitaires, d'expositions et d'agendas marketing depuis les années 1950. Beaucoup mettent l'accent sur les idéaux démocratiques du style, qui sont un thème central du mouvement et se reflètent dans la rhétorique entourant le design scandinave et international contemporain. D'autres, cependant, ont analysé la réception du design scandinave à l'étranger, y voyant une forme de fabrication de mythes et de politique raciale.

## Dans les pays nordiques

### Au Danemark
Le design danois est un style de design et d'architecture fonctionnaliste qui est développé au milieu du XXe siècle. Influencés par l'école allemande du Bauhaus, de nombreux designers danois utilisent les nouvelles technologies industrielles, combinées à des idées de simplicité et de fonctionnalisme pour concevoir des bâtiments, des meubles et des objets ménagers, dont beaucoup sont devenus emblématiques et sont toujours utilisés et produits, comme la chaise Egg d'Arne Jacobsen, créée en 1958 et les lampes PH de Poul Henningsen en 1926. Après la Seconde Guerre mondiale, les conditions au Danemark sont idéales pour réussir dans la conception. L'accent est mis sur le mobilier mais l'architecture, l'argenterie, la céramique, le verre et le textile profitent également de la tendance. L'industrialisation tardive du Danemark, combinée à une tradition d'artisanat de haute qualité, pose les bases d'un progrès graduel vers la production industrielle.

### En Finlande
Le design finlandais recouvre les vêtements, la conception technique, les meubles, le verre, l'éclairage, les textiles et les produits ménagers. La marque « Design from Finland » est créée en 2011. Le musée finlandais du design d'Helsinki (anciennement appelé musée d'art et de design) possède une collection fondée en 1873, tandis que l'université d'art et de design d'Helsinki, créée en 1871, fait désormais partie de l'université Aalto.
Parmi les éminents designers finlandais figurent Alvar Aalto (vases, meubles), Aino Aalto (verrerie), Kaj Franck (verre, vaisselle), Klaus Haapaniemi (fi) (imprimés sur tissu), Simo Heikkilä (meubles), Kristina Isola (textiles), Maija Isola (imprimés Marimekko), Harri Koskinen (verre, articles ménagers), Mika Piirainen (vêtements, accessoires), Timo Sarpaneva (verre, articles pour la maison), Oiva Toikka (art du verre), Tapio Wirkkala (art du verre, verrerie), Eero Aarnio (meubles en plastique), Sanna Annukka (fi) (sérigraphies), Anu Penttinen (de) (verre), Aino-Maija Metsola (textiles, articles pour la maison), et Maija Louekari (fi) (arts de la table, articles pour la maison).

### En Islande

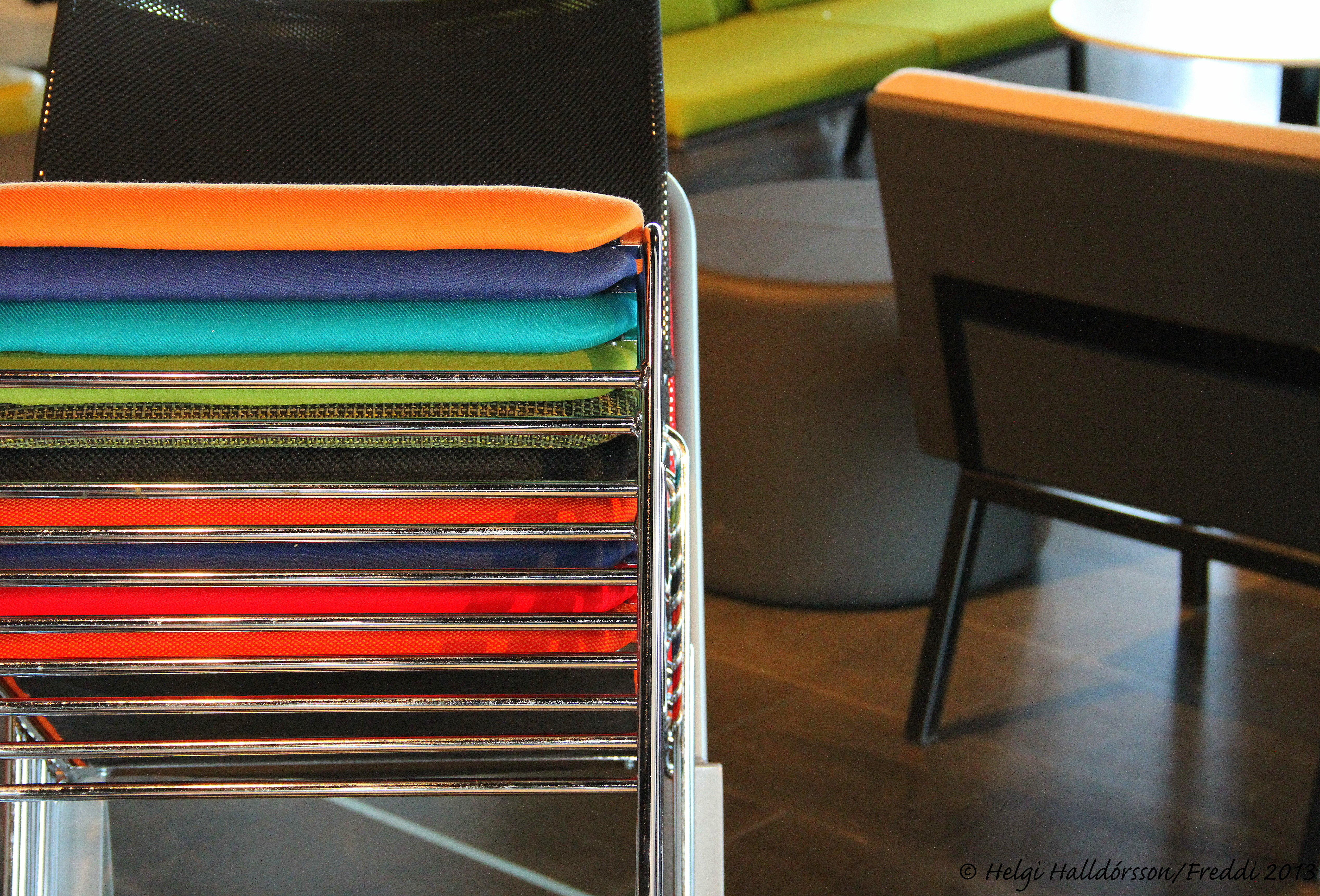
Chaises empilables, Islande

Le design en Islande est une tradition relativement jeune, qui commence dans les années 1950 mais se développe rapidement. Les options limitées du pays en matière de fabrication et son choix restreint de matériaux obligent les designers à être innovants, même si la laine reste un matériau de base, qu'elle soit feutrée ou tricotée. Le Musée islandais du design et des arts appliqués, visant à enregistrer le design islandais à partir de 1900, ouvre ses portes en 1998. L'Académie islandaise des arts est également fondée en 1998, bientôt suivie par sa faculté d'architecture et de design, qui promeut un caractère typiquement islandais dans le design de la nation.

### En Norvège

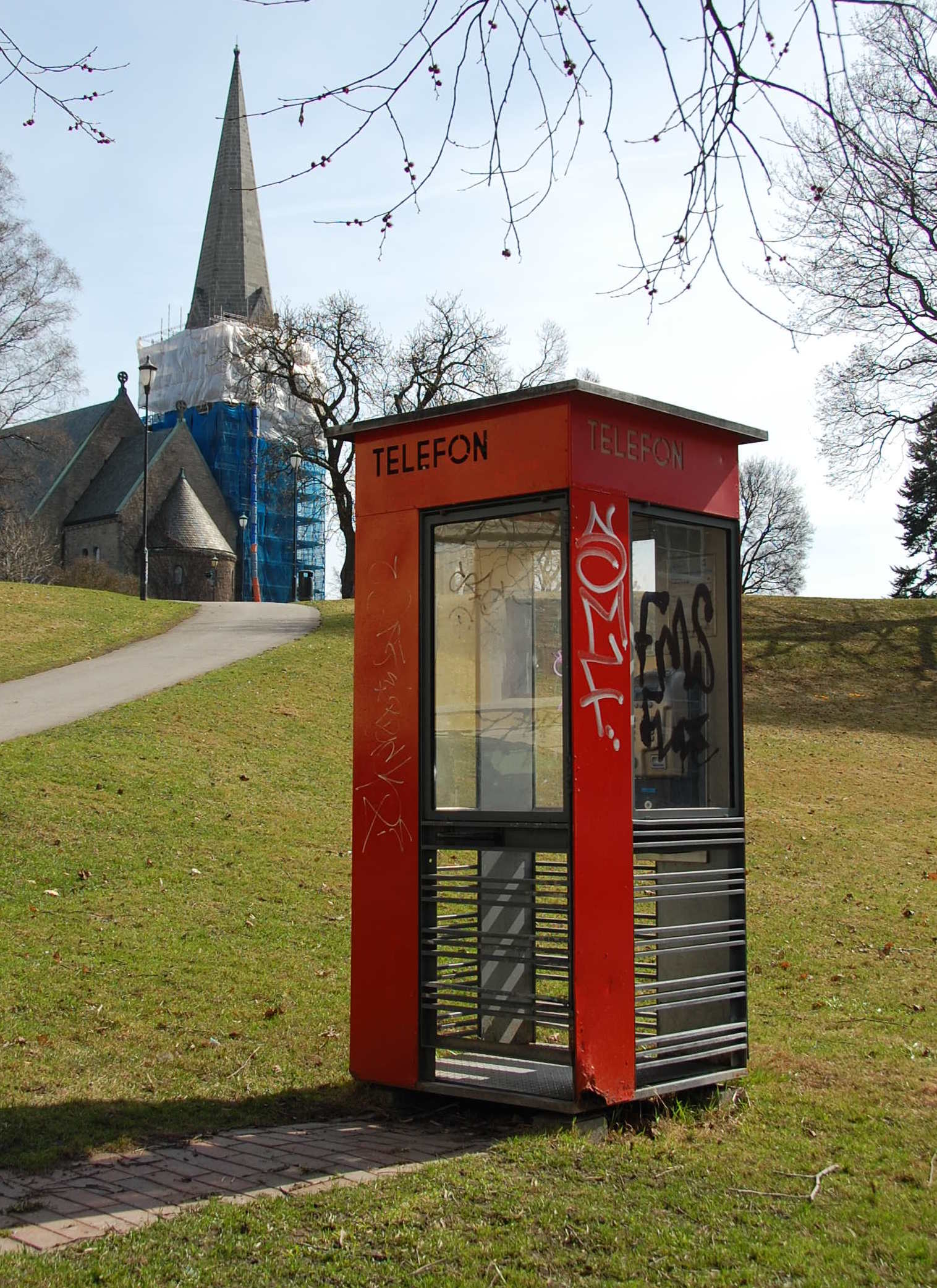
Kiosque téléphonique par Georg Fredrik Fasting, Norvège

Le design norvégien a une forte esthétique minimaliste. Les articles conçus comprennent des lampes et des meubles. Les qualités soulignées incluent la durabilité, la beauté, la fonctionnalité, la simplicité et les formes naturelles.
Le Centre norvégien de design et d'architecture, « DogA », est installé dans un ancien poste de transformation à Oslo. La Norvège organise une exposition annuelle de design intitulée « 100% Norway » à la London Design Fair,.
Parmi les éminents designers de meubles norvégiens figurent Hans Brattrud, Sven Ivar Dysthe, Olav Eldøy, Olav Haug, Fredrik A. Kayser, et Ingmar Relling.

### En Suède

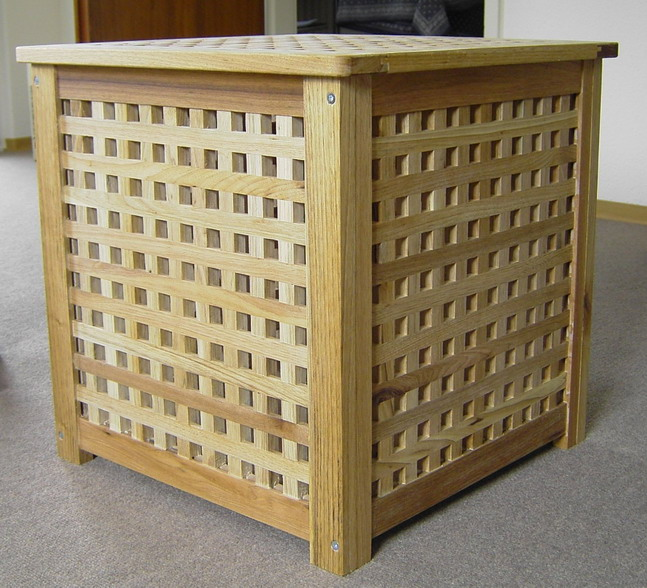
Meuble « HOL » pour Ikea, Suède

Le design suédois est considéré comme minimaliste, avec un accent sur la fonctionnalité et des lignes simples et épurées. Cela s'applique particulièrement aux meubles. La Suède est connue pour son artisanat traditionnel, notamment le verre et l'artisanat sami. Le design suédois est lancé par Anders Beckman (sv) (graphisme), Bruno Mathsson (meubles), Märta Måås-Fjetterström et Astrid Sampe (textiles), et Sixten Sason (industrie).
Les organisations qui promeuvent le design en Suède sont Svensk Form (sv), la Société suédoise de l'artisanat et du design, fondée en 1845 ; la Swedish Industrial Design Foundation (sv), connu sous le nom de SVID ; le Conseil suédois des arts ; et le Centre suédois d'architecture et de design (connu sous le nom d'ArkDes) sur l'île de Skeppsholmen à Stockholm, à côté du musée d'art moderne.

#### En anglais
- Lars Bolander et Heather MacIssac, Lars Bolander's Scandinavian Design, Harry N Abrams, 2010
- Sven Ehmann, Scandinavia dreaming : Nordic homes, interiors and design, Gestalten, 2016
- Magnus Englund, Chrystina Schmidt et Andrew Wood, Scandinavian Modern, Ryland Peters & Small, 2007
- Kjetil Fallan, Scandinavian Design: Alternative Histories, Berg, 2012
- Charlotte J. Fiell et Peter Fiell, Scandinavian Design, Taschen, 2005
- Judith Gura, Sourcebook of Scandinavian Furniture, Designs for the 21st Century, Norton, 2012
- Widar Halén et Kerstin Wickman, Scandinavian Design Beyond the Myth, Arvinius, 2003
- Ulf Hard af Segerstad, Scandinavian Design (Nordisk Nyttokonst), Nordisk Rotogravyr, 1961
- Katherine E. Nelson et Raul Cabra, New Scandinavian Design, Chronicle Books, 2004
- Anja Llorella Oriol, New Scandinavian Design, teNeues, 2005
- Ingrid Sommar, Scandinavian Style, Carlton, 2005
- Kerstin Wickman, Scandinavian Design: the dream is still alive, Swedish Information Service, 1996
- Erik Zahle, A Treasury of Scandinavian Design, Golden Press, 1961

#### En français
- Anne-France Berthelon, « Design scandinave : un design-appeal sans précédent », sur thegoodlife.fr, 17 novembre 2017
- Laura Moritz, « La décoration scandinave : simple, confortable et naturelle », sur fr.mycs.com, 3 octobre 2022
- Anne-France Berthelon, « Design scandinave : les designers historiques », sur thegoodlife.fr, 15 décembre 2017
- Anne-France Berthelon, « Design scandinave : les éditeurs incontournables », sur thegoodlife.fr, 1er décembre 2017
- « Le design scandinave : naissance, ADN et pionniers », sur Journal du design, 9 juin 2016